# Iryna Bui
Iryna Vasylievna Bui (en ukrainien : Ірина Василівна Буй), née le 29 avril 1995 à Derazhne, est une fondeuse et biathlète handisport ukrainienne concourant en LW8 pour les athlètes concourant debout.

## Carrière
Iryna Bui est née avec les doigts de la main gauche sous développés. 
Lors des épreuves de biathlon aux Jeux paralympiques de 2022, Bui remporte la médaille d'or du 10 km debout en 36 min 43 s 1, lors d'un podium complété par deux de ses compatriotes Oleksandra Kononova et Liudmyla Liashenko.

## Palmarès

### Jeux paralympiques

#### Biathlon
| Épreuve / Édition   | 6 km Assises | 10 km Assises | 12,5 km Assises |
| ------------------- | ------------ | ------------- | --------------- |
| JP 2022 Sotchi      | 11e          | 7e            | 9e              |
| JP 2018 Pyeongchang | 6e           | 4e            | 4e              |
| JP 2022 Pékin       | 6e           | Or            | 4e              |

#### Ski de fond
| Épreuve / Édition   | sprint Assises | 7,5 km Assises |
| ------------------- | -------------- | -------------- |
| JP 2018 Pyeongchang | 13e            | 9e             |